# Die Strandflitzer
Die Strandflitzer (Originaltitel: Les Bronzés) ist ein am 22. November 1978 erschienener französischer Film, der sich als Parodie auf den damals neu entstandenen Cluburlaub à la Club Méditerranée versteht. Die Regie führte Patrice Leconte, der genauso wie die Hauptdarsteller Christian Clavier, Michel Blanc, Thierry Lhermite, Marie-Anne Chazel, Gérard Jugnot und Josiane Balasko der Theatergruppe des Splendid angehörte. Diese schrieben und spielten zunächst zusammen das Cafétheaterstück Amours, Coquillages et Crustacés (sinngemäß übersetzt etwa „Meeresfrüchte und Affären“), aus dem sich später der Film entwickelte und auf ihrer dreijährigen Tätigkeit als Animateure beim Club Méditerranée beruhte.
In Frankreich wurde der Film mit 2,3 Millionen verkauften Kinokarten zu einem Erfolg, verhalf den Schauspielern zum Durchbruch und genießt noch heute Kultstatus, selbst nach 30 Jahren waren die Dialoge vielen Franzosen auswendig bekannt.
Dem Film folgten zwei Fortsetzungen, bei denen ebenfalls Patrice Leconte Regie führte: 1979 Sonne, Sex und Schneegestöber und 2006 Les Bronzés 3 – Amis pour la vie.
Ein Alternativtitel ist Sonne, Sex und Strandgestöber.

## Handlung
Gigi, Jerome, Christiane, Jean-Claude, und Bernard sind Touristen, die gleichzeitig in einem Clubhotel an der Elfenbeinküste ankommen, um dort Urlaub zu machen. Bernard trifft auf seine Frau Nathalie, die bereits seit einer Woche dort ist. Bei ihrer Ankunft werden die Neuankömmlinge zunächst von Chef-Animateur Popeye und seinen Kollegen Bobo und Bourseault empfangen. Unter dem Vorwand eines Gruppenfotos stellen sie sich in einer Reihe auf und werden dann von den Animateuren überraschend mit Wassereimern übergossen.
Der Film folgt diesen lustigen Verschraubungen, gegenseitigen Streichen und Beziehungskisten der Gruppe und dem Versuch Popeyes, jede Frau zu verführen.

## Die Charaktere
- Bernard Morin trifft sich im Club mit seiner Frau Nathalie (Josiane Balasko), die bereits die Woche zuvor angereist ist. Zwischen den beiden entwickelt sich ein offener Wettkampf darüber, wer es während des Aufenthalts schafft, mehr Affären zu haben.
- Jean-Claude Dusse macht als Junggeselle in dem Club Urlaub mit dem Ziel, eine Partnerin zu finden,
- Jerôme ist Arzt. Sich von allem belästigt fühlend verliert er trotzdem keine Minute, um nicht jede Frau anzubaggern.
- Gigi ist eine junge, etwas naive Frau, auf der Suche nach der großen Liebe
- Christiane ist Kosmetikerin vom Land, die jemanden kennenlernen möchte.
- Popeye arbeitet ganzjährig als Animateur im Club und verlässt diesen nicht. Obwohl er es gewohnt ist, auf Frauenfang zu gehen, gibt es Momente, in denen er an sich selber zweifelt.
- Bourseault ist Animateur und versucht als Komiker, die Gruppe zum Lachen zu bringen. Für ihn endet der Film schlecht und er wird von einem Rochen gestochen.
- Bobo, ein weiterer Animateur, heißt mit echtem Namen Georges Pelletier.
- Marcus ist der Leiter der Clubanlage.
- Miguel Weissmuller ist ein weiterer Animateur und gibt Malunterricht.
- Gilbert ist ein Urlauber, bei dem es nicht klar wird, wieso er in den Club gekommen ist: Er regt sich ständig auf und amüsiert sich nie.

## Kritiken
Das Lexikon des internationalen Films sah einen „einfallsarme[n] und nicht immer geschmackssichere[n] Versuch einer Parodie auf den Massentourismus.“